# Asuka, Yamato
Acest articol se referă la Asuka (飛鳥Asuka?), capitala Japoniei antice. Pentru satul Asuka (明日香Asuka?), vedeți Asuka, Nara. Pentru alte sensuri vedeți Asuka.
Asuka (飛鳥?) a fost una din capitalele Japoniei în perioada Asuka (538 - 710), care și-a luat denumirea de la această localitate. Ea se află pe teritoriul satului Asuka de astăzi.